# Введенский монастырь (Иваново)
Введе́нский монасты́рь — женский монастырь Иваново-Вознесенской епархии Русской православной церкви, расположенный в центре города Иваново.

## Архитектура
Церковь в честь Введения Богородицы, составляющая основную часть монастыря, — памятник архитектуры начала XX века. Построена на средства городского головы Иваново-Вознесенска Павла Дербенева и его братьев по проекту архитектора Петра Бегена. В этом храме в 1918 году служил патриарх Тихон.

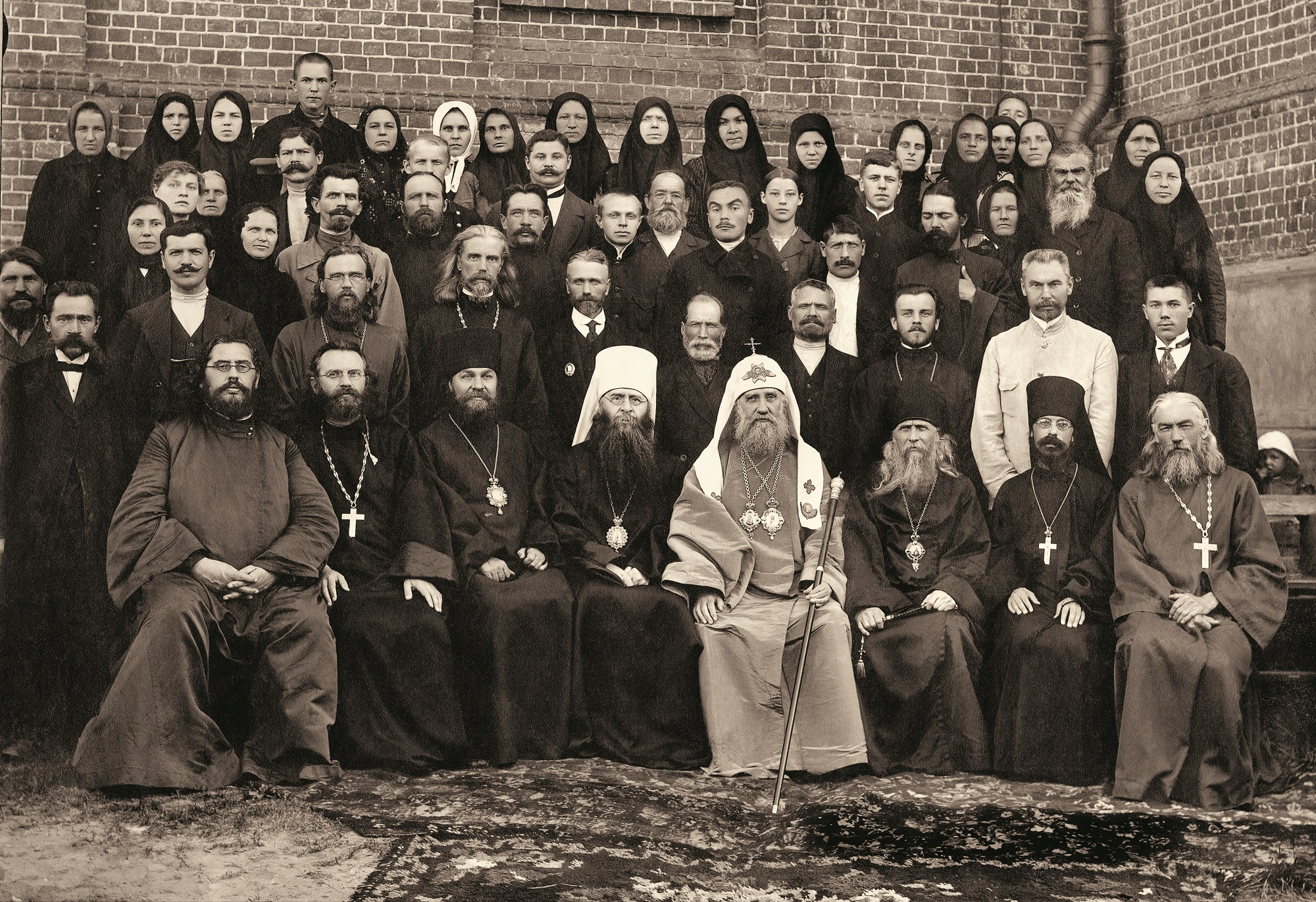
Патриарх Тихон у стен Введенского храма

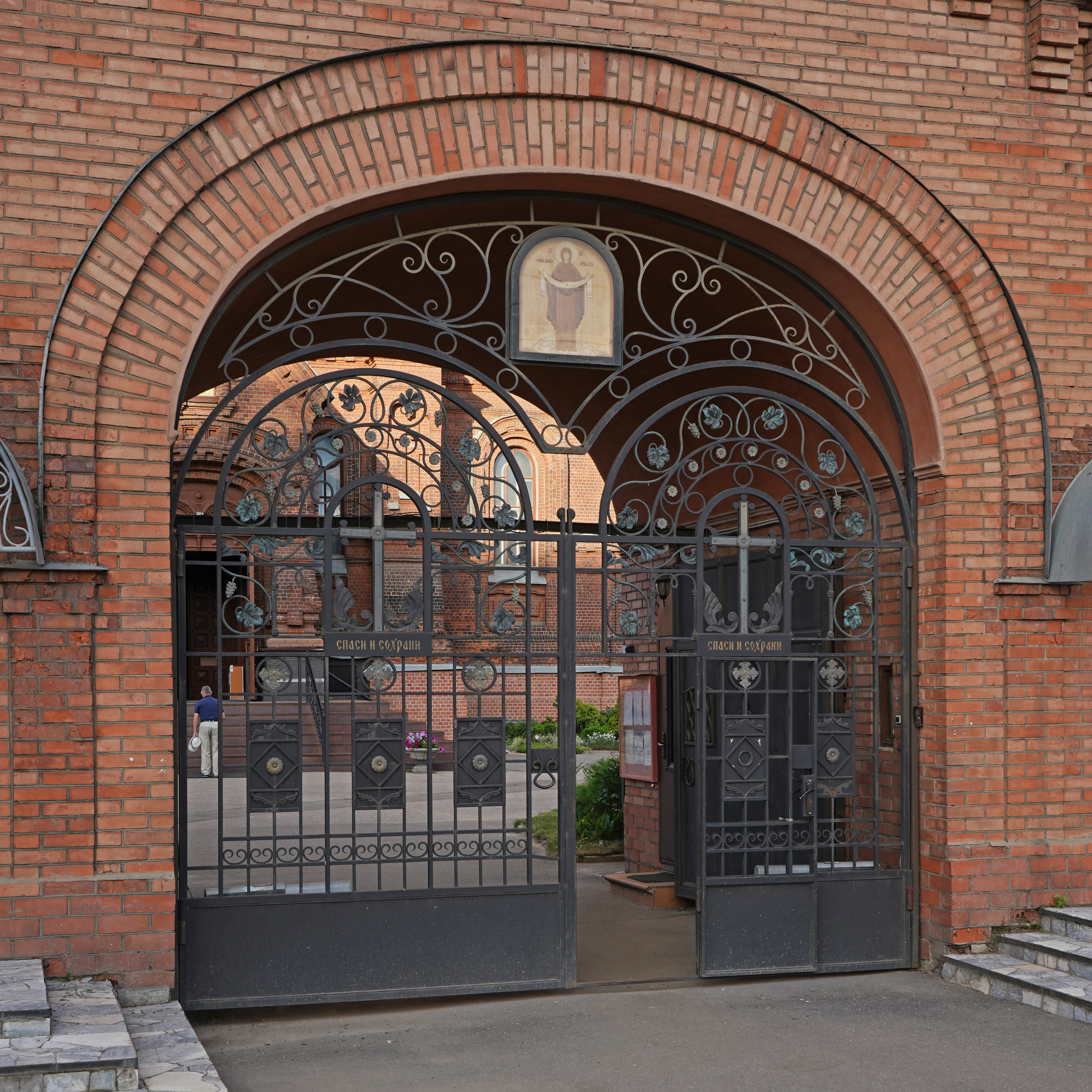
Ворота монастыря

Боковой вид монастыря

## История
Основан в 1991 году архимандритом Амвросием (Юрасовым).
До того долгие годы во Введенском храме располагался архив КГБ. Внутри всё было переделано — в Никольском приделе устроен туалет, возведены перекрытия, сняты кресты.
Шестнадцать дней голодали четыре женщины — чада архимандрита Амвросия, члены православной монашеской общины. Благодаря им храм был передан Русской православной церкви. 27 марта 1991 года патриарх Московский и всея Руси Алексий II подписал указ об учреждении Свято-Введенского женского монастыря.

## Святыни
Во Введенском храме монастыря покоятся мощи новомучеников Российских — священномученика Владимира Введенского и блаженного Алексия Елнатского, частицы 168 древних святых, ряса святого праведного Иоанна Кронштадтского.

## Служение
Основатель и духовник монастыря: архимандрит Амвросий (Юрасов). Настоятельница: игумения Мария (Перепеча).
Монастырь отличается активной социальной и миссионерской деятельностью. Архимандрит Амвросий (Юрасов) — духовник православной радиостанции «Радонеж». Сёстры монастыря участвуют в работе епархиальной тюремной миссии — посещают колонии. Трудятся в епархиальной комиссии по канонизации святых. В монастыре работает «православный телефон доверия». Монахини поддерживают инвалидов, малоимущих, бездомных, безнадзорных детей, детей-сирот, наркозависимых, ВИЧ-положительных, заключённых, освободившихся, проводят благотворительные обеды.
В монастыре есть издательский отдел: издаются книги, буклеты, монастырская газета «Слово утешения».

## Подворья
Первое подворье организовано в июне 1991 года в селе Доронино. 2 января 2001 года в зимней части храма Преображения Господня освящён престол в честь Донской иконы Божией Матери и священномученика Евфимия Тихонравова, который служил в храме.
Покровское подворье в селе Златоуст Лежневского района было создано в 1993 году в старинной усадьбе. Богослужения в домовой церкви в честь Покрова Пресвятой Богородицы начались в 1995 году.
Подворье Сергиева пустынь (названа в честь Сергия Радонежского) основано в 2002 году в поле, на территории бывшей лосиной фермы недалеко от Покровского подворья.
В 2002 году подворье создано в Церкви Благовещения Пресвятой Богородицы в селе Семигорье. Подворье упразднено 19 мая 2011 года с образованием самостоятельного Благовещенского прихода.